# Hydropsyche akseki
Hydropsyche akseki là một loài Trichoptera trong họ Hydropsychidae. Chúng phân bố ở miền Cổ bắc.